# Nikky Blond
Nikky Blond (ur. 9 marca 1981 w Budapeszcie) – węgierska aktorka pornograficzna. 

## Życiorys
Urodziła się w Budapeszcie. W 1999 roku, w wieku 18 lat rozpoczęła pracę w branży porno. 
Wystąpiła dla takich czołowych firm jak Private, Evil Angel, Daring, Smash Pictures czy New Sensations.
Często brała udział w scenach seksu ze swoim mężem Renato, w tym Christopha Clarka Bevy Of Blondes (2001) oraz produkcjach w reżyserii Pierre'a Woodmana - Private Gold 46: Riviera 3  (2001), Private Castings X 36 (2002) i Private X-treme 9: Wet Young Bitches (2003). Zagrała w ponad 100 filmach. 
Wzięła także udział w grze wideo All Star Strip Poker (2006) z Mandy Bright.

## Nagrody i nominacje
| Rok  | Nagroda     | Kategoria                                      | Film             | Inni wykonawcy                   | Rezultat  |
| ---- | ----------- | ---------------------------------------------- | ---------------- | -------------------------------- | --------- |
| 2004 | Venus Award | Najlepsza aktorka (Węgry)                      | -                | -                                | Wygrana   |
| 2006 | AVN Award   | Najlepsza scena seksu samych dziewczyn - wideo | Catherine (2005) | Audrey Hollander i Adriana Russo | Nominacja |